# 莱纳佩人

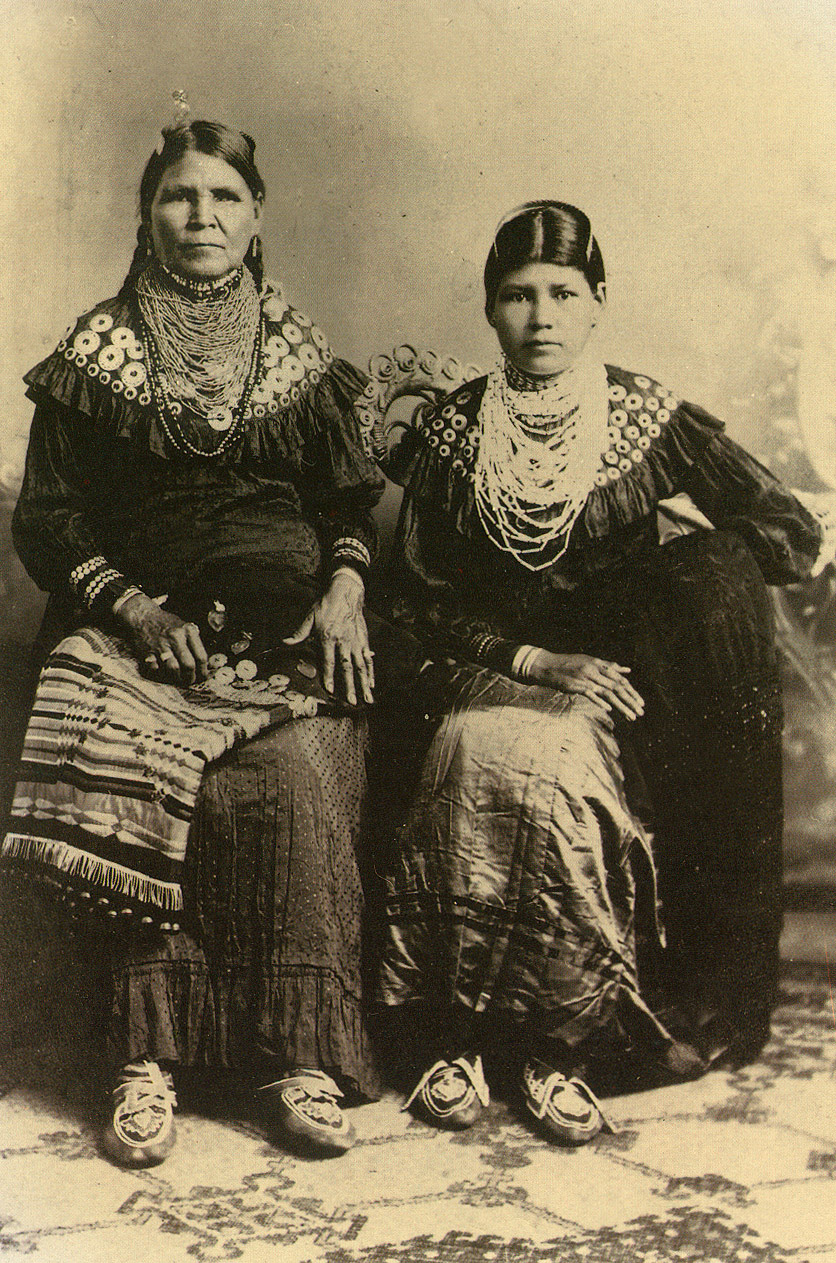
珍妮·鮑勃（Jennie Bobb）及其女兒，攝於1906年

莱纳佩人（英語：Lenape），也被称作伦尼莱纳佩人（Lenni Lenape）、特拉華人（Delaware people），是北美洲东北林地的原住民族，居住在加拿大、美国两地。他们曾拥有的领地包括了现如今的新泽西州、宾夕法尼亚州东部沿着特拉華河分水岭的地区、纽约、長島西部，以及哈德遜河谷。